# Secaș
Secaș (en hongrois : Temesszékás, en allemand : Sekasch) est une commune du județ de Timiș en Roumanie.